# Марк Рютте
Марк Рю́тте (нід. Mark Rutte; нар. 14 лютого 1967, Гаага, Нідерланди) — нідерландський політик, лідер Народної партії за свободу і демократію з 2006 до 2023 рік. Прем'єр-міністр Нідерландів з 14 жовтня 2010 до 2 липня 2024 року. 26 червня 2024 призначений генеральним секретарем НАТО, заступив на посаду 1 жовтня 2024 року.
Після інституту працював протягом десяти років у харчовій компанії, поки 2002 року не перейшов у сферу національної політики. Був міністром у соціальних справ, згодом — освіти, культури і науки в першому і другому уряді Балкененде, очолював фракцію Народної партії за свободу і демократію в другій палаті Генеральних штатів.

## Біографія

### Раннє життя
Марк Рютте є наймолодшим із сімох дітей у протестантській сім'ї. Перша дружина його батька померла у японському полоні, і він одружився повторно із сестрою його дружини. У першому шлюбі народилося троє дітей, четверо — від другого шлюбу. Його батько працював у торговій компанії в Голландській Ост-Індії, а мати була секретаркою.
Після закінчення середньої школи він хотів вступити до консерваторії і стати піаністом, проте став вивчати історію в Лейденському університеті, де в 1992 році отримав ступень магістра з історії. Він поєднував навчання з участю у Молодіжній організації свободи і демократії, молодіжної організації Народної партії за свободу і демократію, яку очолював з 1988 до 1991 року.
Потім працював у компанії Unilever. 1997 року став менеджером з персоналу Van den Bergh Nederland, дочірньої компанії Unilever. З 1993 до 1997 року був членом ради Народної партії за свободу і демократію.

### Політична кар'єра
Під час парламентських виборів 2002 року Марк Рютте працював у штабі Народної партії за свободу і демократію.
2002 року Рютте призначили державним секретарем із соціальних питань та зайнятості в першому уряді Балкененде. На цій посаді він був відповідальним за соціальне забезпечення, матеріальну допомогу та умови праці. Після відставки уряду недовгий час був депутатом парламенту, а потім знову був призначений на цю посаду в другому уряду Балкененде.
Працював Державним секретарем з вищої освіти і науки, освіти, культури та науки 17 червня 2004 року до 27 червня 2006 року у другому кабінеті Балкененде. В уряді Рютте виявив особливий інтерес до створення більш конкурентоспроможної на міжнародному рівні нідерландської системи вищої освіти, намагаючись зробити її більш ринковою.
Коли Рютте пішов у відставку з посади державного секретаря у червні 2006 року, після парламентських виборів повернувся до другої палати Генеральних штатів і незабаром став лідером парламентської фракції Народної партії за свободу і демократію. Рютте керував передвиборною кампанією партії під час муніципальних виборів 2006 року.
2006 року Народна партія за свободу і демократію провела внутрішні вибори лідера партії, що очолює її передвиборний список. За Марка Рютте проголосувало 51,5 % членів партії.
На парламентських виборах 2010 року Рютте знову очолив список Народної партії за свободу і демократію. Партія отримала перемогу на виборах, отримавши 31 місце у другій палаті парламенту. У парламенті сформували правоцентристську коаліцію між Народною партією і Християнсько-демократичним закликом, яку підтримала Партії Свободи під керівництвом Герта Вілдерса.
8 жовтня 2010 року Марк Рютте став головою уряду і сформував свій кабінет. Рютте був першим прем'єр-міністром Нідерландів не від Християнсько-демократичної партії і Партії праці з 1918 року. Він також перший прем'єр-міністр від Народної партії за свободу і демократію.

## Генеральний секретар НАТО
В жовтні 2023 року Рютте оголосив про намір балотуватись на посаду Генсека НАТО замість Єнса Столтенберґа, і у лютому 2024 року його намір отримав підтримку від урядів США, Британії, Німеччини і Франції. Протягом наступних місяців Рютте вдалося подолати опозицію Туреччини, Угорщини, Словаччини і Румунії, причому, в червні його останній конкурент, президент Румунії Клаус Йоганніс, відмовився від змагань за посаду.
26 червня Північноатлантична рада призначила Рютте генсеком НАТО, до своїх повноважень Рютте приступив 1 жовтня. 1 жовтня Столтенберг офіційно передав повноваження генерального секретаря НАТО Марку Рютте.

## Нагороди
- Орден князя Ярослава Мудрого I ст. (Україна, 27 січня 2023) — за вагомий особистий внесок у зміцнення міждержавного співробітництва, підтримку незалежності та територіальної цілісності України[12]
- Почесний компаньйон ордена Австралії (Австралія, 9 жовтня 2019) — за видатні заслуги у налогодженні двосторонніх відносин між Австралією і Нідерландами та за видатне лідерство у відповідь на авіакатастрофу MH17[13]